# Liste de ponts du Haut-Rhin

## Ponts de longueur supérieure à 100 m
Les ouvrages de longueur totale supérieure à 100 m du département du Haut-Rhin sont classés ci-après par gestionnaires de voies.

### Routes départementales
- 288,66 m - Le Palmrain (47° 36′ 04″ N, 7° 35′ 33″ E)

### Voies communales
- 248 m - La Passerelle des Trois Pays (47° 35′ 30″ N, 7° 35′ 25″ E) est la passerelle piétons-cycles présentant la plus longue portée. Elle a été mise en service le 30 mars 2007 et permet de franchir le Rhin.

## Ponts de longueur comprise entre 50 m et 100 m
Les ouvrages de longueur totale comprise entre 50 et 100 m du département du Haut-Rhin sont classés ci-après par gestionnaires de voies.

## Ponts présentant un intérêt architectural ou historique
Les ponts du Haut-Rhin inscrits à l’inventaire national des monuments historiques sont recensés ci-après.
- Pont daté de 1538 situé devant l'église - Gueberschwihr - XVIe siècle
- Pont - Gundolsheim - XIXe siècle
- Pont - Issenheim - XVIIIe siècle
- Pont sur la Weiss (48° 08′ 24″ N, 7° 15′ 39″ E) - Kaysersberg - XVIe siècle
- Pont de la Timbach - Sainte-Croix-aux-Mines - XVIIIe siècle

## Sources
Base de données Mérimée du Ministère de la Culture et de la Communication.